# Словінки
Словінки (словац. Slovinky) — село в Словаччині, Списьконововеському окрузі Кошицького краю. Розташоване в східній частині Словаччини в північній частині Словацьких Рудних гір в долині, в якій стікаються 3 потоки: Порацький, Словінський, та потік з-під Острої гори (словац. potok spod Ostrého vrchu). Порацька долина становить природний заповідник. Недалеко села знаходиться відомий центр гірськолижного туризму «Плейси».

## Географія
Протікають Порачський потік і Словинський потік.

## Історія
Уперше згадується у 1368 році як Вілла Абакук (словац. Villa Abakuk), у 1460 році вже згадуються 2 окремі села. У 16-18 століттях село зазнало напливу українських переселенців.

## Пам'ятки культури
У селі є греко-католицька церква св. Юрія з 1799–1808 рр. в стилі класицизму, з дерев'яною хрестительницею з 1710 р. та іконостасом з 1874 року, у 1874 році перебудована. В селі знаходиться і садиба з початку 19 століття в стилі класицизму, у 1945 році перебудована.

## Населення
| Рік:            | 1994. | 2004.   | 2014.   | 2024.   |
| --------------- | ----- | ------- | ------- | ------- |
| Кількість осіб: | 1778  | 1873    | 1893    | 1800    |
| Різниця:        |       | +5,34 % | +1,06 % | -4,91 % |

| Рік:            | 2023. | 2024.   |
| --------------- | ----- | ------- |
| Кількість осіб: | 1808  | 1800    |
| Різниця:        |       | -0,44 % |

У селі проживає 1902 особа.
Національний склад населення (за даними останнього перепису населення — 2001 року):
- словаки — 94,38 %,
- русини — 2,68 %,
- цигани — 1,77 %,
- чехи — 0,37 %,
- українці — 0,21 %,
- угорці — 0,05 %.

Склад населення за приналежністю до релігії станом на 2001 рік:
- православні — 43,22 %,
- греко-католики — 26,25 %,
- римо-католики — 23,51 %,
- протестанти — 0,32 %,
- не вважають себе вірянами або не належать до жодної вищезгаданої конфесії — 6,64 %.

### Видатні постаті
- Міклоші Йозеф (словац. Jozef Mikloši) (20.3.1792–1.12.1841) — в селі народився художник, іконописець.